# Инч (Уэксфорд)
Инч (англ. Inch; ирл. An Inse) — деревня в графстве Уэксфорде (провинция Ленстер), Ирландия, у трассы R772.
Местная железнодорожная станция была открыта 1 июля 1885 года, закрыта для грузоперевозок 9 июня 1947 года, и окончательно закрыта 30 марта 1964 года.